# Транслоказы
Транслоказы — отдельный класс ферментов, катализирующих перенос ионов или молекул через мембраны или их разделение в мембранах. Этот класс ферментов сформировался из ранее принадлежащих другим классам ферментов.
АТФ-синтаза — ранее фермент относился к третьему классу и был назван по номенклатуре — АТФ-фосфогидролаза, но название не соответствует характеру работы фермента, так как гидролиз АТФ практически не происходит.
За ферментами, перемещёнными в класс транслоказ, сохранились прежние систематические названия.

## Катализируемые реакции
Ферменты 7-го класса катализируют реакции переноса молекул или ионов через мембраны, сопряженного с другими реакциями.
Например, при переносе протонов из матрикса митохондрии в межмембранное пространство через комплекс I электрон-транспортной цепи (7.1.1.2) происходит восстановление убихинона до убихинола, и реакция описывается следующей схемой:
NADH + CoQ + 6 H+[side 1] = NAD+ + CoQH2 + 7 H+[side 2]
Второй пример — АТФ-синтаза, катализирующая реакцию переноса протонов из межмембранного пространства митохондрии в матрикс с образованием при этом молекулы АТФ из АДФ и неорганического фосфата, реакция описывается схемой:

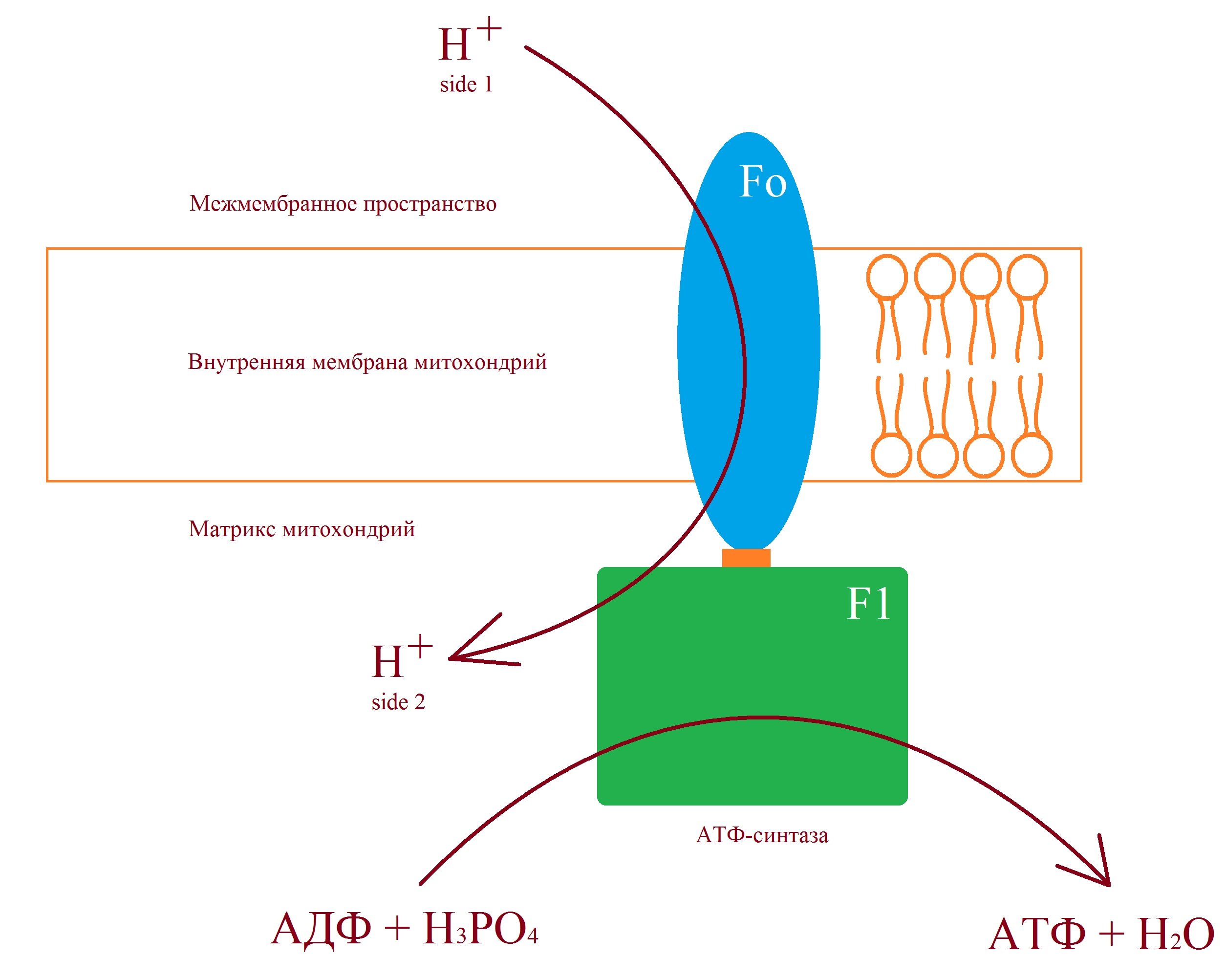
Схема работы АТФ-синтазы

АДФ + Фн + 4 H+[side 1] → АТФ + H2O + 4 H+[side 2]

## Номенклатура
За ферментами сохранились систематические названия, указывающие на их прежний класс.
В зависимости от переносимых ионов или молекул в седьмом классе выделяют шесть подклассов.
EC 7.1 — ферменты, катализирующие транслокацию протонов водорода H+;
EC 7.2 — ферменты, катализирующие транслокацию неорганических катионов и их хелатов;
ЕС 7.3 — ферменты, катализирующие транслокацию неорганических анионов;
EC 7.4 — ферменты, катализирующие транслокацию аминокислот и пептидов;
EC 7.5 — ферменты, катализирующие транслокацию углеводов и их производных;
EC 7.6 — ферменты, катализирующие транслокацию иных соединений.
Деление на под-подклассы основано на реакциях, которые обеспечивают движущую силу для транслокации:
EC 7._.1 — ферменты, катализирующие реакции транслокации, связанные с реакциями окисления-восстановления;
EC 7._.2 — ферменты, катализирующие реакции транслокации, связанные с гидролизом нуклеозидтрифосфата;
EC 7._.3 — ферменты, катализирующие реакции транслокации, связанные с гидролизом дифосфата;
EC 7._.4 — ферменты, катализирующие реакции транслокации, связанные с реакцией декарбоксилирования.
К ферментам этого класса не относятся каналы (поры), изменяющие конформацию между открытым и закрытым состоянием в ответ на какое либо воздействие, а так же транспортеры, которые не зависят от фермент-катализируемых реакций.

## Важные представители класса
Кроме уже описанных АТФ-синтазы и НАДН-дегидрогеназного комплекса в седьмой класс ферментов входят:
Хинол: феррицитохром-с-оксидоредуктаза (КФ 7.1.1.8) - фермент, часто называемый комплексом цитохрома bc 1 или комплексом III, является третьим комплексом в цепи переноса электронов. Он присутствует в митохондриях всех аэробных эукариот и во внутренних мембранах большинства бактерий.
Цитохром- с -оксидаза (КФ 7.1.1.9) или комплекс IV электронтранспортной цепи — терминальная оксидаза аэробной дыхательной цепи переноса электронов, которая катализирует перенос электронов с цитохрома с на кислород с образованием воды.
Na+ /K+-обменная АТФаза (КФ 7.2.2.13) - фермент плазматической мембраны, повсеместно присутствующий в клетках животных, который катализирует отток трех Na + и приток двух K + на гидролизованный АТФ. Он участвует в генерации электрического потенциала плазматической мембраны.
Н+/К+-обменная АТФаза (КФ 7.2.2.19) - фермент слизистой оболочки желудка, который катализирует отток одного H+ и приток одного K+ за счёт гидролиза АТФ.
Транспортеры полярных аминокислот (КФ 7.4.2.1), неполярных аминокислот (КФ 7.4.2.2), митохондриального белка (КФ 7.4.2.3), использующие для транспортировки гидролиз АТФ.
Переносчик ксенобиотиков (КФ 7.6.2.2) - ферменты грамположительных бактерий и эукариотических клеток экспортируют ряд лекарств с необычной специфичностью, охватывая различные группы неродственных веществ, игнорируя при этом некоторые близкородственные по структуре вещества. В одной эукариотической клетке может присутствовать несколько различных ферментов. Многие из них также транспортируют конъюгаты глутатион-лекарство (см. КФ 7.6.2.3 , переносчик глутатион-S-конъюгата ABC-типа), в то время как другие также проявляют некоторую «флиппазную» активность.
Транспортер ацил-КоА (КФ 7.6.2.4) - фермент животных и дрожжей, который транспортирует ацил-КоА жирных кислот в пероксисомы и из них. У людей это связано с синдромом Целлвегера.